# Anilingus

Anilingus

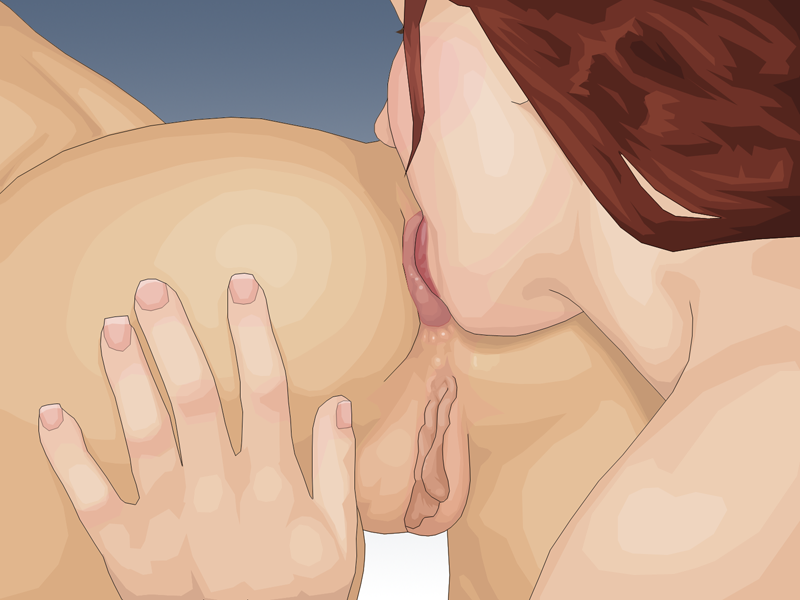
Dwie kobiety uprawiające anilingus

Anilingus – aktywność seksualna polegająca na kontakcie pomiędzy odbytem jednej osoby a ustami i językiem drugiej. Anilingus jest zatem jednocześnie formą seksu analnego i seksu oralnego. Potocznie określany często jako rimming od kolokwializmu pochodzenia angielskiego. Często tej formie pieszczot towarzyszy również stymulacja krocza. Jest to praktyka seksualna występująca u par wszystkich orientacji seksualnych. Zależnie od kontekstu w jakim się odbywa, anilingus może być źródłem satysfakcji seksualnej lub seksualnego upokorzenia.

## Technika
Istnieje szereg technik stymulacji odbytu, od całowania, przez lizanie, po wsuwanie i wysuwanie języka z odbytu. Wzajemny anilingus może być uprawiany w pozycji 69.

## Kwestie zdrowotne

Anilingus

Występuje ryzyko zakażenia wirusami: żółtaczki zakaźnej (HAV, HBV, HCV), HSV-1, pierwotniakami (pełzakowica, lamblioza), grzybami, bakteriami (w tym Helicobacter pylori), a także pasożytami. Stwierdzono zwiększone ryzyko zakażenia wirusem HBV w wyniku wykonywania anilingus, ale nie wirusem HCV. Ryzyko zakażenia HIV nie jest duże, natomiast znacznie zwiększa się przy mechanicznych uszkodzeniach odbytu i odbytnicy.
Kontakt ust z genitaliami tuż po ich kontakcie z odbytem stwarza ryzyko przeniesienia bakterii pałeczki okrężnicy do cewki moczowej prowadząc do infekcji układu moczowego.
Częsty anilingus z przypadkowymi partnerami zwiększa ryzyko zakażenia. Osoby zakażone, od których można się zarazić podczas tej praktyki seksualnej, mogą sprawiać wrażenie zdrowych. W kale mogą się znajdować pasożyty, jeśli zakażona osoba spożywała zawierające je mięso. HAV pojawia się w kale tylko wtedy, jeśli spożywane było zakażone jedzenie. HCV spotyka się rzadko, choć zakażenie jest możliwe, jeśli kał lub odbyt są zanieczyszczone krwią.
Anilingus wiąże się ze zwiększonym ryzykiem zakażenia wirusem HPV wysokiego ryzyka; ryzyko to jest większe niż w przypadku kontaktów oralno-genitalnych.
Ryzyko zakażenia chorobami przenoszonymi płciowo zwiększa się, gdy partner otrzymujący pieszczoty ma rany lub pęknięcia w okolicach genitaliów lub jeśli partner wykonujący anilingus ma rany czy pęknięcia w ustach lub krwawiące dziąsła. Mycie zębów, używanie nici dentystycznych lub jedzenie chrupiących pokarmów krótko przed uprawianiem seksu w ten sposób także zwiększają ryzyko zakażenia, ponieważ wszystkie te aktywności mogą wytworzyć małe ranki na wargach, policzkach i podniebieniu. Te ranki, nawet jeśli są mikroskopijne, zwiększają ryzyko zakażenia chorobami wenerycznymi. Taki kontakt może też prowadzić do zakażenia bakteriami i wirusami powszechnie występującymi w rejonie genitaliów i odbytu.

## Zapobieganie
Z powodu zagrożenia zakażeniami zaleca się używanie koferdamu podczas uprawiania anilingus z partnerem, o którym nie wiadomo, czy jest zakażony.